# Fleury-la-Forêt
Fleury-la-Forêt é uma comuna francesa na região administrativa da Normandia, no departamento de Eure. Estende-se por uma área de 7,88 km². Em 2010 a comuna tinha 269 habitantes (densidade: 34,1 hab./km²).